# Lo Mont de Marsan
Lo Mont o lo Mont de Marçan (en francès Mont-de-Marsan, sense article definit) és un municipi francès situat al departament de les Landes i a la regió de la Nova Aquitània. L'any 1999 tenia 29.489 habitants.

## Demografia
| Evolució de la població |       |       |       |       |       |       |       |       |
| 1793                    | 1800  | 1806  | 1821  | 1831  | 1836  | 1841  | 1846  | 1851  |
| 4 000                   | 2 866 | 5 256 | 3 065 | 3 774 | 4 082 | 4 465 | 4 684 | 4 655 |

| 1856  | 1861  | 1866  | 1872  | 1876  | 1881   | 1886   | 1891   | 1896   |
| ----- | ----- | ----- | ----- | ----- | ------ | ------ | ------ | ------ |
| 5 210 | 5 574 | 8 455 | 8 138 | 9 310 | 10 878 | 11 760 | 12 031 | 11 274 |

| 1901   | 1906   | 1911   | 1921   | 1926   | 1931   | 1936   | 1946   | 1954   |
| ------ | ------ | ------ | ------ | ------ | ------ | ------ | ------ | ------ |
| 11 604 | 11 923 | 12 091 | 10 836 | 12 134 | 11 854 | 13 009 | 14 055 | 17 120 |

| 1962   | 1968   | 1975   | 1982   | 1990   | 1999   | 2006 | 2011 | 2016 |
| ------ | ------ | ------ | ------ | ------ | ------ | ---- | ---- | ---- |
| 20 191 | 24 444 | 26 166 | 27 326 | 28 328 | 29 529 | -    | -    | -    |

| 2019 | - | - | - | - | - | - | - | - |
| ---- | - | - | - | - | - | - | - | - |
| -    | - | - | - | - | - | - | - | - |

## Administració
| Període   | Identitat              | Partit |
| --------- | ---------------------- | ------ |
| 1963-1983 | Charles Lamarque-Cando | SFIO   |
| 1983-2008 | Philippe Labeyrie      | PS     |
| 2008-     | Geneviève Darrieussecq | MoDem  |

## Personatges il·lustres
- Alain Juppé, polític francès

## Associacions
- Stade Montois, club de rugbi a 15

## Agermanaments
Alingsås, des de 1956 ;

 Tudela, des de 1986.